# Singlespeed

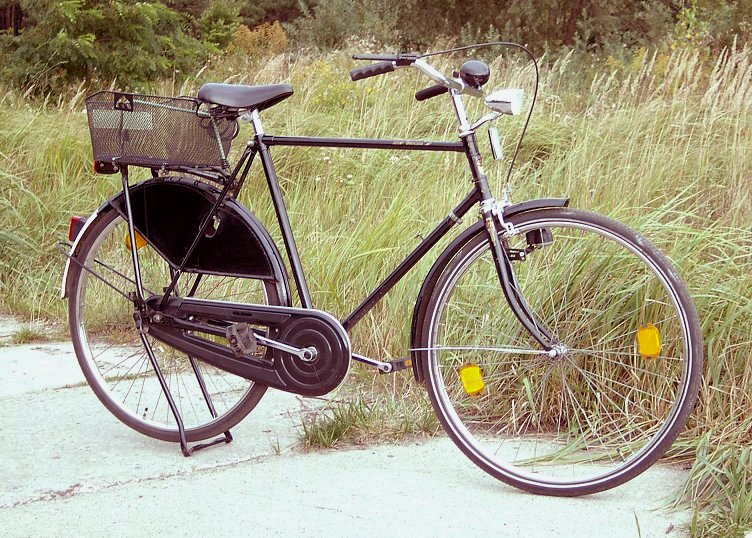
Klassisches Tourenrad ohne Gangschaltung (hier: Hollandrad)

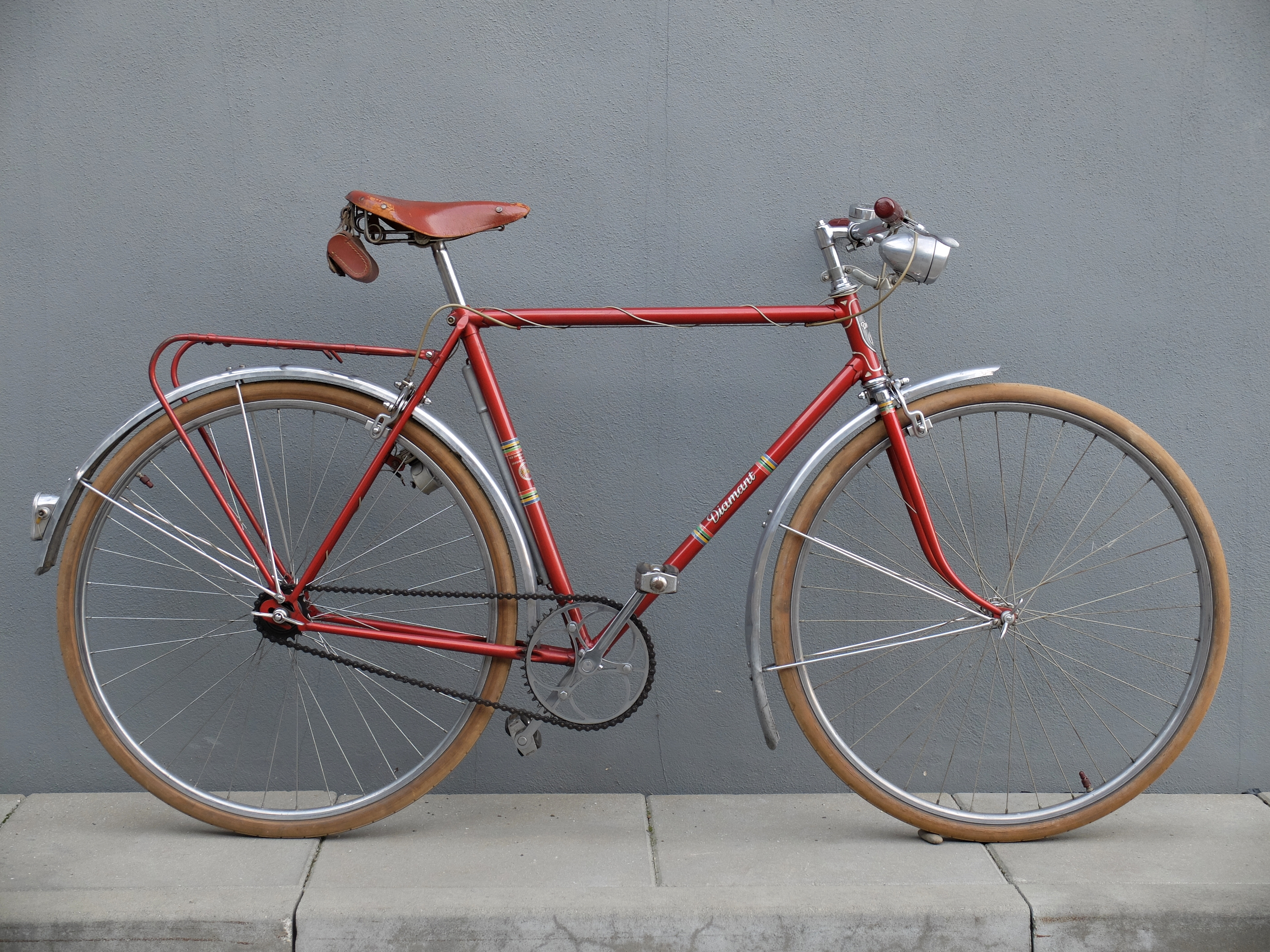
Sportliches Singlespeed (hier von 1962)

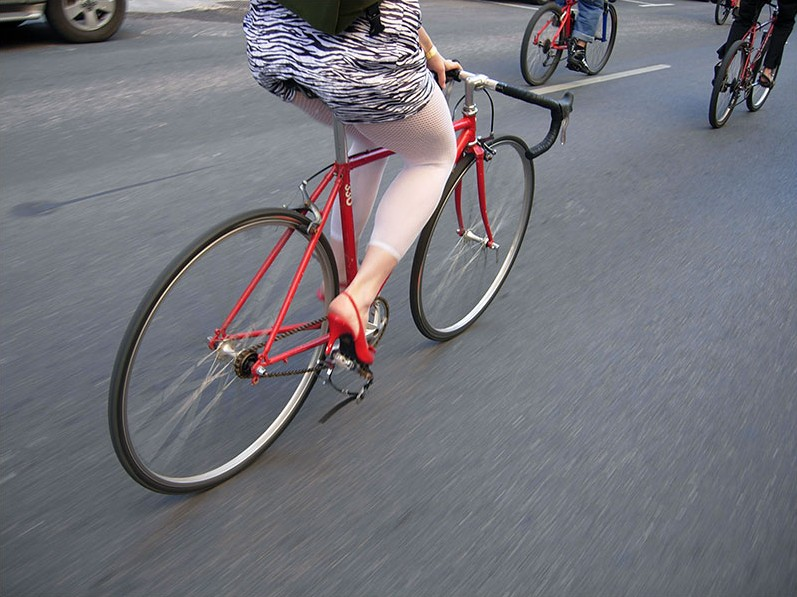
Singlespeed-Rennrad

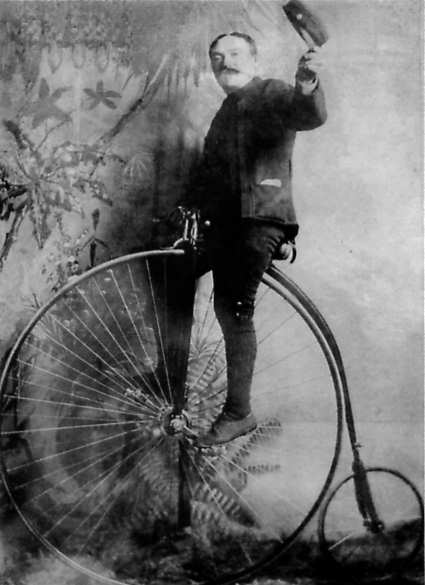
Hochräder (hier 1886) hatten einen starre Gang

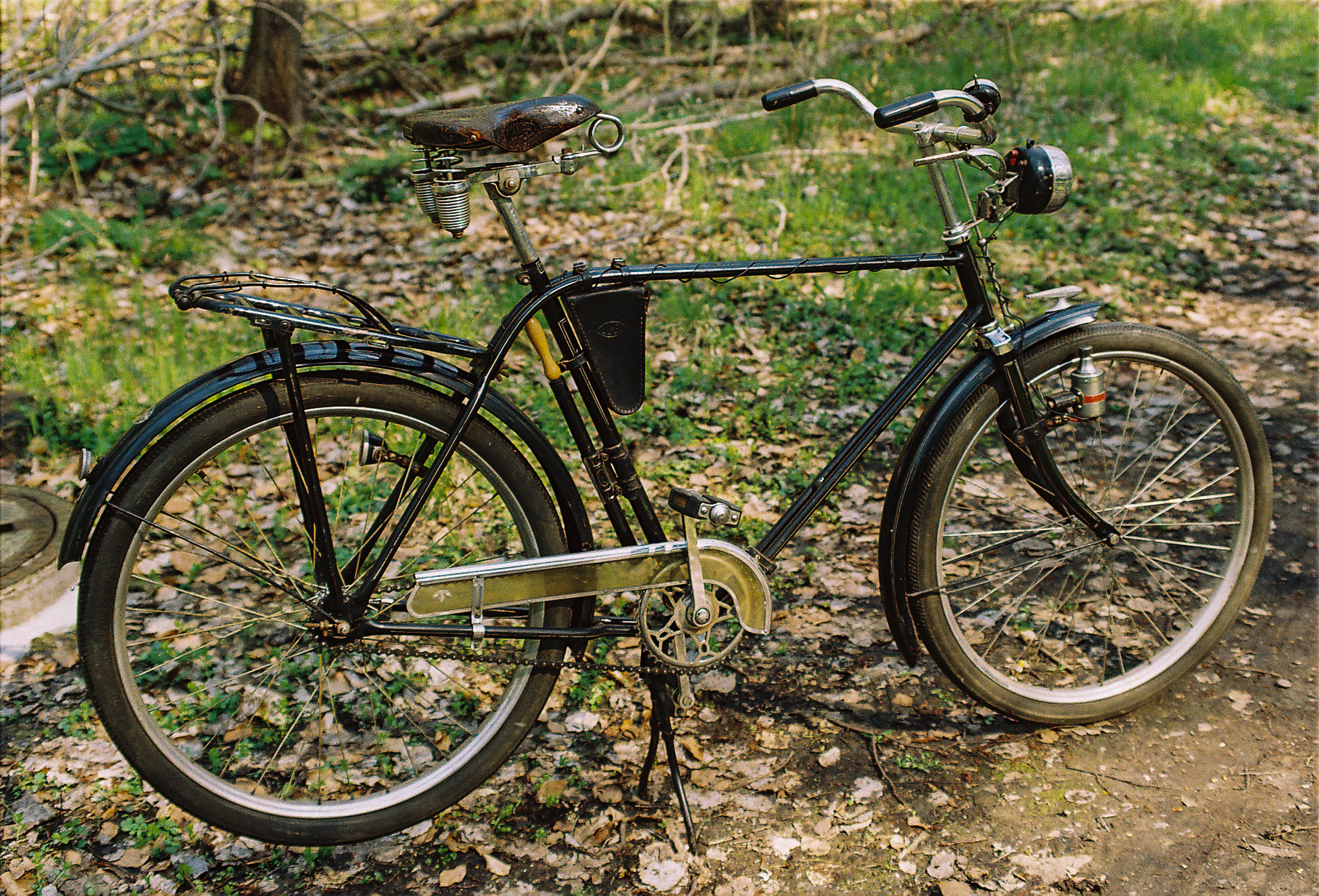
Opel-Fahrrad von 1935, damals waren Schaltungen noch selten

Ein Singlespeed (von englisch single speed ‚ein Gang‘, auch Eingangrad) bezeichnet ein Fahrrad, das keine Gangschaltung hat. Die Übersetzung kann bei Singlespeed Fahrrädern nur durch Umbau geändert werden, indem mindestens eines der verbauten Zahnräder ausgetauscht wird.

## Geschichte
Die Geschichte des Fahrrads beginnt mit dem Singlespeed ohne Freilauf, den es in den 1860er Jahren, als der Antrieb über Pedale und Kette erfunden wurde, genauso wenig gab wie die Gangschaltung. Die Gangschaltung in der Hinterradnabe mit Freilauf wurde 1902 erfunden und fand ab 1924 nennenswerte Verbreitung, so dass der Anteil der Eingangräder seitdem erheblich gesunken ist. Dennoch gibt es nach wie vor Fahrräder ohne Gangschaltung, meistens kombiniert mit einer Rücktrittnabe. Diese Bauart blieb bis vor wenigen Jahrzehnten weltweit vorherrschend, erst mit breitem Aufkommen erschwinglicher Schaltnaben wurden sie verdrängt. Heute haben nur noch wenige Fahrräder keine Gangschaltung. Dazu zählen Kinderfahrräder und Hollandräder. Seit einigen Jahren finden Singlespeeds jedoch wieder eine zunehmende Verbreitung, vor allem in Großstädten und zum Bergabfahren (Downhill) in Bikeparks.

## Gründe für Verzicht auf eine Gangschaltung
- Kosten: Fahrräder ohne Schaltung sind in vielen ärmeren Ländern nach wie vor die Regel, da solche Räder in der Anschaffung deutlich günstiger sind. Zudem erleichtert das Fehlen einer Schaltung den Aufbau eines Fahrrades aus alten Fahrradteilen. Auch bei Werksfahrrädern wird manchmal auf eine Schaltung verzichtet.
- Spezialfahrräder: Räder ohne Freilauf sind beim Radball und Kunstradfahren üblich, weil dabei auch rückwärts gefahren und das Fahrrad über die Pedale auf Position gehalten wird. Bei Bahnrädern ist ein starrer Gang aus Sicherheitsgründen vorgeschrieben.[1] Da diese Spezialfahrräder nicht im öffentlichen Verkehrsraum bewegt werden, wird auf eine Bremse verzichtet. Näheres dazu ist im Hauptartikel starrer Gang erläutert.
- In den letzten Jahren ist der Verzicht auf eine Gangschaltung wieder populärer geworden. In Großstädten gelten Singlespeed-Räder als Bestandteil der Hipstermode. Die fehlende Gangschaltung ist dabei ein Bestandteil des minimalistischen Stils dieser Räder, es wird letztlich aus optischen Gründen auf eine Gangschaltung verzichtet.
- Im Flachland ermöglicht eine geeignete Abstimmung des Übersetzungsverhältnisses auf die Leistungsfähigkeit des Fahrers bereits ein Radfahren vorwiegend im günstigen Drehzahlbereich, sodass es sinnvoll erscheinen kann, Gewicht, Kosten und Pflegeaufwand einer Gangschaltung einzusparen.

## Vorteile
- Das Rad ist leichter.
- Die Pflege, Wartung und Reparatur von Komponenten der Gangschaltung entfällt.
- Es entfällt die Schaltarbeit
- Keine Unterbrechung des Kraftschlusses durch Schaltvorgänge

## Nachteile
- Begrenzte Flexibilität, da die Übersetzung des Singlespeeds an Fahrer und Umgebung angepasst ist und nur durch Wechsel des Ritzels oder des Kettenblatts geändert werden kann.
- Ungeeignet für Reisefahrräder, da viel Gepäck und abwechslungsreiches Gelände über längere Zeit nur durch das Einlegen des jeweils optimalen Gangs bewältigt werden können.
- Ungeeignet für bergiges Gelände und Mountainbikes; die extrem wechselhafte Fahrbelastung erfordert die spontane Anpassung des Übersetzungsverhältnisses (Enduro Bikes).
- Bei falscher Fahrweise, etwa große Krafteinwirkung bei geringer Drehzahl, kann es zur Überlastung der Antriebskomponenten kommen (das gilt im Prinzip aber auch für Fahrräder mit Gangschaltung)

Fahrradrahmen, die speziell für die Verwendung einer Kettenschaltung konzipiert wurden, weisen mitunter vertikale Ausfallenden auf. In diesem Fall ist eine Umrüstung auf Singlespeed nur möglich, wenn eine zusätzliche Kettenspannvorrichtung montiert wird.

## Übersetzung
Die Übersetzung wird von der Anzahl der Zähne beim Kettenblatt und Ritzel bestimmt. Sie muss lang genug sein, um auf ebener Strecke oder bergab eine angemessene Geschwindigkeit zu ermöglichen, gleichzeitig aber kurz genug, um das Anfahren und das Befahren von Steigungen zu ermöglichen. Die beim Anfahren ungünstige Übersetzung wird von Fahrern meist durch ein sich Abstoßen von der Fahrbahn überbrückt.
Im Mountainbike-Bereich gilt 2:1 als Standardübersetzung. Das bedeutet, dass das vordere Kettenblatt doppelt so viele Zähne besitzt wie das hintere Ritzel. Zum Fahren im alpinen Gebiet wird gerne eine leichtere Übersetzung genommen. Wer überwiegend in der Ebene fährt, wählt einen schwereren Gang. Beim Rennrad liegt die übliche Übersetzung je nach Einsatzbereich und Kraft zwischen 2,1:1 (Wintertraining Straße, z. B. 39/18) und etwa 3,3:1 (z. B. 52/16, eine weit verbreitete Standardübersetzung bei Sechstagerennen).
Zum Vergleich: Die im Straßenradrennen bei flachem Streckenprofil gefahrenen Übersetzungen liegen hingegen zwischen 3,2:1 und fast 5:1. Allerdings erfordert selbst eine Übersetzung von z. B. 53/11 im Endkampf (bei Geschwindigkeiten bis zu 70 km/h) eine Trittfrequenz von etwa 115/min, was die Bedeutung des trittfrequenzorientierten Trainings – beispielsweise mit dem starren Gang – unterstreicht.

## Kettenspannung
Voraussetzung für einen störungsfreien Antrieb ist eine stets ausreichend gespannte Kette. Die allmähliche Kettenlängung im Betrieb erfordert regelmäßiges Nachspannen. Dafür gibt es mehrere Methoden:

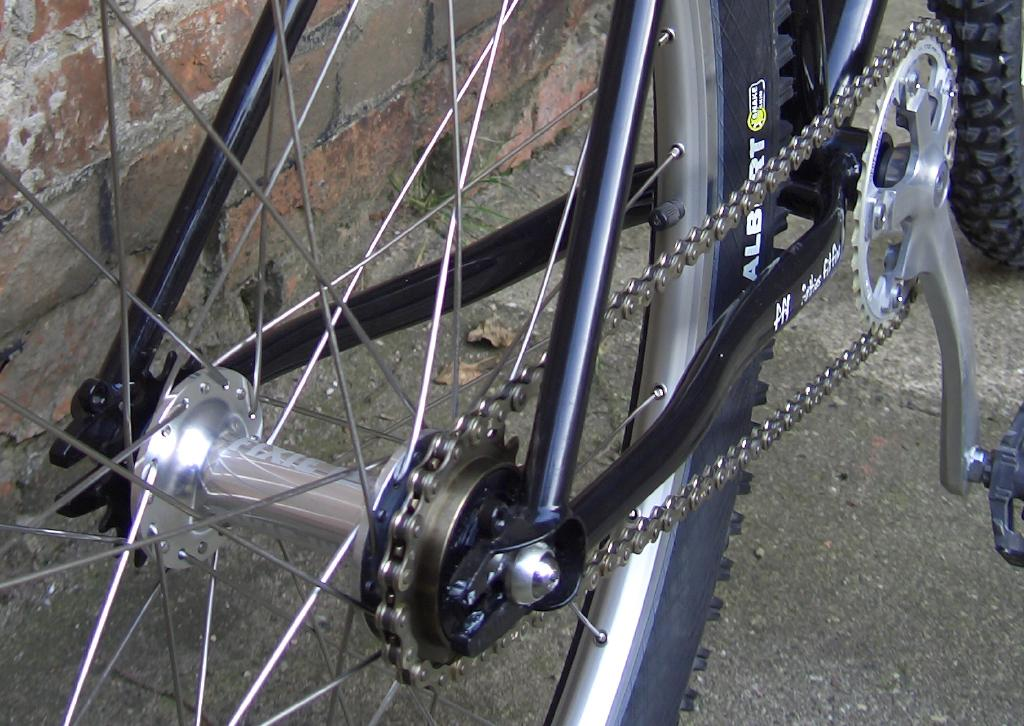
Hinterbau eines Mountainbikerahmens mit horizontalen Ausfallenden

- Spezielle Eingangrahmen haben – wie viele ältere Fahrräder und Rahmen für Nabenschaltungen – oft horizontale oder schräge Ausfallenden. Darin lässt sich das Hinterrad nach vorne und hinten verschieben, um die Kette zu spannen. Unter Umständen muss dabei auch die Position der Hinterradbremse angepasst werden. Diese horizontalen Ausfallenden erleichtern das Nachspannen der Kette und einen passgerechten Einbau des Hinterrades durch Laien.
- Bei verschiebbaren Ausfallenden wird eine gegebenenfalls vorhandene Scheibenbremse mit dem Laufrad verschoben, so dass eine Korrektur der Position der Hinterradbremse nicht erforderlich ist.
- Auch mit einer Exzenternabe ist die Position der Achse des Hinterrads verschiebbar. Dies ist in jedem Fahrradrahmen möglich.
- Bei exzentrischen Innenlagern ist die Position des Innenlagers veränderbar, so dass darüber die Kette gespannt wird. Nachteil dieser Konstruktion ist, dass sich der effektive Sitzwinkel sowie der Abstand vom Sattel zum Pedal beim Spannen der Kette geringfügig ändern. Durch die Integration in das Tretlagergehäuse ist dies die unauffälligste Vorrichtung zum Spannen der Kette. Da das Hinterrad immer dieselbe Position hat, entfällt die Korrektur der Position der Hinterradbremse.
- Beim Kettenspanner läuft die Kette dabei über eine kleine Rolle, deren Position per Federkraft veränderbar ist. Es gibt auch Ausführungen mit mehreren Rollen.
- Eine sogenannte Half-Link-Kette lässt sich in kleineren Schritten kürzen als eine gewöhnliche Kette, so dass ein entsprechend kleinerer Verstellbereich zwischen Kettenblatt und Hinterrad erforderlich ist. Das kann die Einstellarbeit deutlich vereinfachen, weil zum Beispiel die Anpassung der Bremsklotzposition nicht erforderlich ist.

## Starrer Gang
Der Begriff starrer Gang bezeichnet ein Fahrrad ohne Freilauf. Die meisten dieser, heute auch als Fixies bezeichneten Fahrräder haben keine Gangschaltung, es existieren aber auch Fahrräder ohne Freilauf aber mit Gangschaltung. Ein Fahrrad mit starrem Gang ist deshalb nicht immer auch ein Singlespeed.